# Sylvilagus varynaensis
Sylvilagus varynaensis är en däggdjursart som beskrevs av Pedro Durant och Guevara 2001. Sylvilagus varynaensis ingår i släktet bomullssvanskaniner, och familjen harar och kaniner. IUCN kategoriserar arten globalt som otillräckligt studerad. Inga underarter finns listade i Catalogue of Life.
Arten förekommer i ett lågland i nordvästra Venezuela. Habitatet utgörs av en savann som bildas av buskar och av örter och som har anslut till skogar. Sylvilagus varynaensis äter främst växter av sammetsmalvesläktet (Sida). Honor kan ha flera kullar per år och de flesta ungar föds mellan september och december. Dräktigheten varar cirka 35 dagar och en kull har i genomsnitt 2,6 ungar. Vuxna individer blir 43,4 till 44,5 cm stora (huvud och bål).
Honor väger i genomsnitt 1600 g och hanar 1730 g. Djuret har cirka 6 cm långa öron och svansen är lite längre än 2 cm. Nosens spets har en ljusbrun färg med rosa nyanser och andra delar av nosen är kanelbruna med några svarta hår inblandade. De ljusbruna kinderna har inga röda nyanser. Håren som bildar ovansidans päls har ljusa och mörka rödbruna avsnitt, dessutom ett grått avsnitt samt en svart spets. Sylvilagus varynaensis är så mörkare än andra bomullssvanskaniner i Venezuela. Undersidan är täckt av vitaktig päls.